# Winona LaDuke
Winona LaDuke (nascida em 18 de agosto de 1959) é uma economista, ambientalista, escritora e produtora industrial de cânhamo americana, conhecida por seu trabalho em reivindicações e preservação de terras tribais, bem como no desenvolvimento sustentável.
Em 1996 e 2000, LaDuke concorreu a vice-presidente dos Estados Unidos como candidata do Partido Verde dos Estados Unidos, em uma chapa encabeçada por Ralph Nader . LaDuke é a diretora executiva e co-fundadora (junto com as Indigo Girls ) da Honor the Earth, uma organização nativa de defesa ambiental que desempenhou um papel ativo nos protestos do Dakota Access Pipeline .
Em 2016, LaDuke recebeu voto eleitoral para vice-presidente. Ao fazer isso, LaDuke se tornou a primeira membro do Partido Verde a receber um voto eleitoral.

## Infância e educação

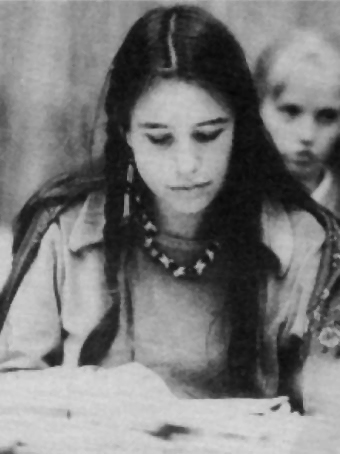
Winona LaDuke nos primeiros anos

Winona (que significa "primeira filha" na língua Dakota ) LaDuke nasceu em 1959 em Los Angeles, Califórnia, filha de Betty Bernstein e Vincent LaDuke (mais tarde conhecido como Sun Bear  ). Seu pai era da Reserva Ojibwe White Earth em Minnesota, e sua mãe de ascendência judaica europeia do Bronx, Nova York . LaDuke passou parte de sua infância em Los Angeles, mas foi criada principalmente em Ashland, Oregon . Devido à herança de seu pai, LaDuke foi inscrita na Nação Ojibwe desde muito jovem, mas não viveu em White Earth, ou qualquer outra reserva, até 1982. LaDuke começou a trabalhar na White Earth depois de se formar na faculdade, quando conseguiu um emprego lá como diretora do colégio.
Depois que seus pais se casaram, Vincent LaDuke trabalhou como ator em Hollywood em papéis coadjuvantes em filmes de faroeste, enquanto Betty LaDuke completava seus estudos acadêmicos. O casal se separou quando Winona tinha cinco anos, e sua mãe assumiu o cargo de instrutora de arte no Southern Oregon College, agora Southern Oregon University em Ashland, então uma pequena cidade madeireira e universitária perto da fronteira com a Califórnia. Na década de 1980, Vincent se reinventou como um líder espiritual da Nova Era com o nome de Sun Bear.
Enquanto crescia em Ashland, LaDuke frequentou a escola pública e fez parte da equipe de debate no ensino médio. LaDuke frequentou a Universidade de Harvard, onde se juntou a um grupo de ativistas indígenas, e formou-se em 1982 como bacharel em economia (desenvolvimento econômico rural). Quando LaDuke se mudou para a Terra Branca, LaDuke não conhecia a língua Ojibwe, ou muitas pessoas, e não foi aceita rapidamente. Enquanto trabalhava como diretora da escola secundária local da reserva de Minnesota, LaDuke concluiu a pesquisa para sua tese de mestrado sobre a economia de subsistência da reserva e se envolveu em questões locais. LaDuke completou um mestrado em Desenvolvimento Econômico Comunitário através do programa de ensino à distância da Antioch University .

## Carreira e ativismo

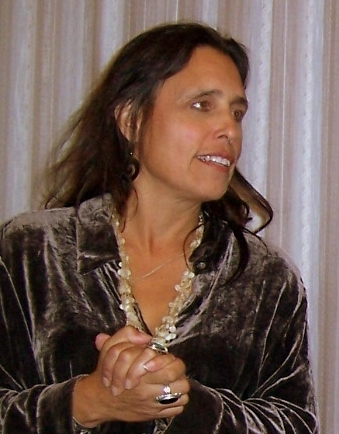
LaDuke em 2009

Enquanto estudava em Harvard, LaDuke ouviu uma apresentação de Jimmie Durham que LaDuke disse "soltou algo" nela e mudou sua vida. LaDuke trabalhou para Durham, investigando os efeitos da mineração de urânio nas reservas Navajo . Depois de se formar, LaDuke se mudou para a comunidade de seu pai em White Earth, onde encontrou trabalho como diretora de escola secundária. Em 1985 ajudou a fundar a Rede de Mulheres Indígenas . LaDuke trabalhou com Women of All Red Nations para divulgar a esterilização forçada americana de mulheres nativas americanas.
Em seguida, LaDuke se envolveu na luta para recuperar terras para os Anishinaabe . Um tratado de 1867 com os Estados Unidos forneceu um território de mais de 860.000 acres para a Reserva Indígena da Terra Branca. Sob a Lei Nelson de 1889, uma tentativa de assimilar os Anishinaabe adotando um modelo europeu-americano de agricultura de subsistência, a terra tribal comunal foi atribuída a famílias individuais. Os EUA classificaram qualquer excesso de terra como excedente, permitindo que fossem vendidos a não nativos. Além disso, muitos Anishinaabe venderam suas terras individualmente ao longo dos anos; esses fatores fizeram com que a tribo perdesse o controle da maior parte de suas terras. Em meados do século 20, a tribo detinha apenas um décimo da terra em sua reserva.
Em 1989, LaDuke fundou o White Earth Land Recovery Project (WELRP) em Minnesota com o produto de um prêmio de direitos humanos da Reebok . O objetivo é recomprar terras na reserva que não-nativos compraram e criar empreendimentos que dêem trabalho a Anishinaabe. Em 2000, a fundação havia comprado 1.200 acres, que mantinha em um fundo de conservação para eventual cessão à tribo.
O WELRP também está trabalhando para reflorestar as terras e reviver o cultivo de arroz selvagem, há muito um alimento tradicional. Comercializa esse e outros produtos tradicionais, como canjica, geléia, linguiça de búfala, entre outros produtos. LaDuke iniciou um programa de idioma ojíbua, uma manada de búfalos e um projeto de energia eólica.

LaDuke também foi diretora executiva da Honor the Earth, uma organização que LaDuke cofundou com a dupla de folk-rock não nativa Indigo Girls em 1993. A missão da organização é:

criar consciência e apoio para questões ambientais nativas e desenvolver recursos financeiros e políticos necessários para a sobrevivência de comunidades nativas sustentáveis. Honre a Terra desenvolve esses recursos usando a música, as artes, a mídia e a sabedoria indígena para pedir às pessoas que reconheçam nossa dependência conjunta da Terra e sejam uma voz para aqueles que não são ouvidos.

A turma de 2014 do Evergreen State College escolheu LaDuke para ser o orador principal. LaDuke fez seu discurso na formatura da escola em 13 de junho de 2014.
Em 2016, LaDuke se envolveu nos protestos do Dakota Access Pipeline, participando dos campos de resistência em Dakota do Norte e falando à mídia sobre o assunto.
Na Convenção Nacional Audubon de julho de 2019 em Milwaukee, LaDuke fez o discurso principal com atualizações sobre os esforços para interromper o oleoduto Sandpiper, outros oleodutos e outros projetos perto das águas de Ojibwe e através da reserva do lago Leech. LaDuke  pediu a todos que sejam protetores da água e defendam seus direitos.
Em 2020 e 2021, foi líder dos protestos contra o gasoduto da Linha 3 .

## Carreira política

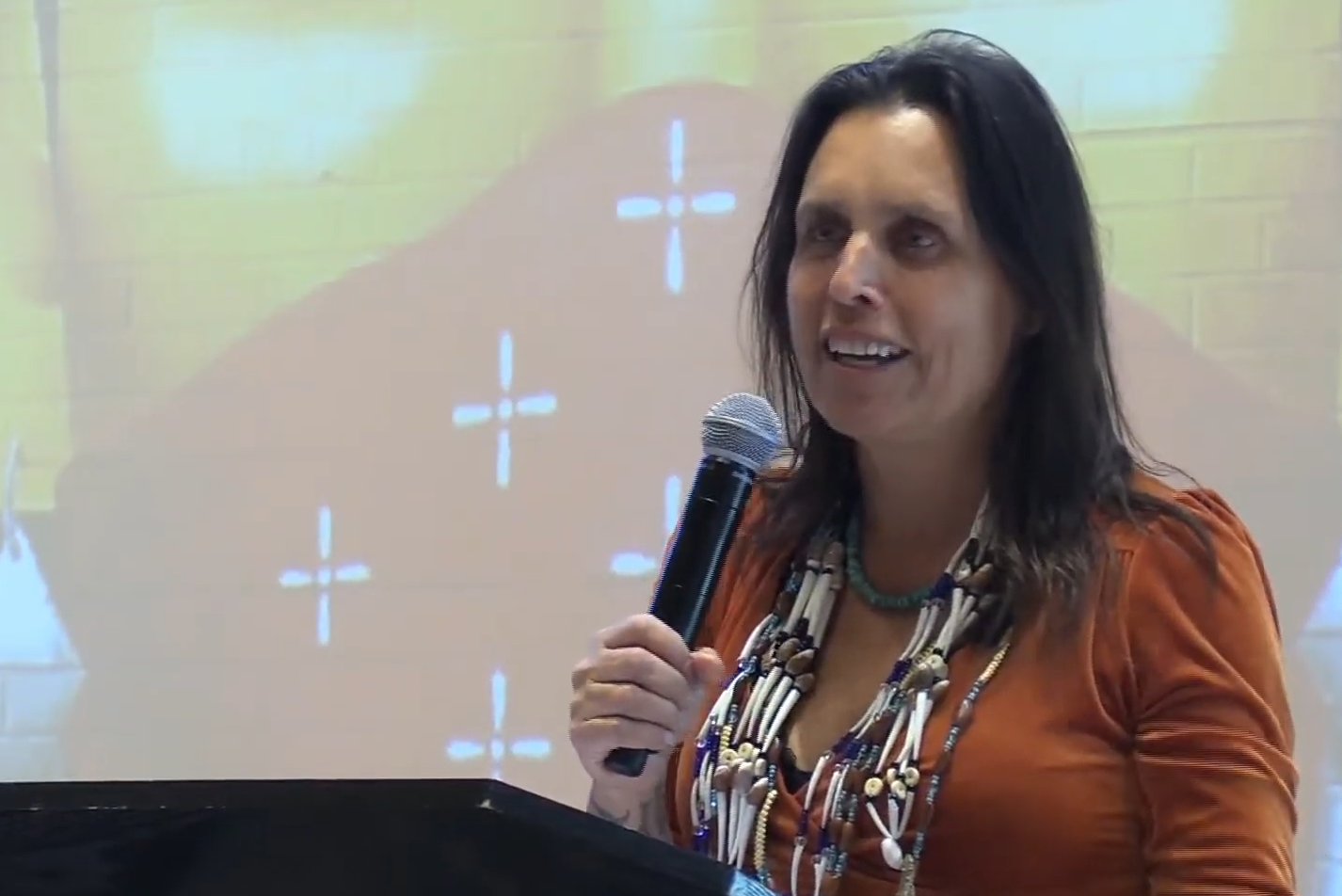
Winona La Duke falando na Intellectual House, Universidade de Washington, 2018

Em 1996 e 2000, LaDuke concorreu como candidato à vice-presidência com Ralph Nader na chapa do Partido Verde . LaDuke não foi endossada por nenhum conselho tribal ou outro governo tribal. LaDuke endossou a chapa do Partido Democrata para presidente e vice-presidente em 2004, 2008, e 2012.
Em 2016, Robert Satiacum, Jr., um eleitor infiel de Washington, deu seu voto presidencial para a ativista nativa americana Faith Spotted Eagle e seu voto vice-presidencial para LaDuke, tornando-a a primeira membro do Partido Verde e a primeira mulher nativa americana a receber um voto no Colégio Eleitoral para vice-presidente.

## Projeto de Recuperação de Terra Branca
O WELRP tem trabalhado para reviver o cultivo e a colheita de arroz selvagem, um alimento tradicional Ojibwe. Produz e vende comidas tradicionais e artesanato por meio de sua marca, Native Harvest.

## Honre a Terra
Honre a Terra é um grupo de defesa nacional que incentiva o apoio público e o financiamento de grupos ambientais nativos. Trabalha nacional e internacionalmente em questões de mudança climática, energia renovável, desenvolvimento sustentável, sistemas alimentares e justiça ambiental . Membros do Honor the Earth foram ativos nos protestos do Dakota Access Pipeline .
Em 30 de março de 2023, o Tribunal Distrital do Condado de Becker, Minnesota, ordenou que Honor the Earth e LaDuke pagassem a um ex-funcionário $ 750.000 em danos em uma queixa de assédio e abuso sexual, com base em ações de 2015. LaDuke renunciou à organização em 5 de abril de 2023, reconhecendo seu fracasso em proteger as vítimas de assédio sexual.

## Ativismo do cânhamo
LaDuke opera uma fazenda industrial de cânhamo de 40 acres (16 ha) na Reserva Indígena White Earth, cultivando variedades de cânhamo de diferentes regiões do mundo, vegetais e tabaco. LaDuke disse que se voltou para a agricultura industrial de cânhamo depois de ser instada a investigar a prática por vários anos e defende seu potencial para afastar a economia americana dos combustíveis fósseis. A LaDuke promoveu o crescimento da maconha e do cânhamo industrial em terras tribais indígenas para lucro financeiro e localização da economia. Sua posição pode ser considerada controversa, dadas as experiências de outras reservas, como a tribo Oglala Sioux, que foi invadida pela DEA em relação ao cultivo de cânhamo.

## Casamento
Em 1988, LaDuke casou-se com Cree Randy Kapashesit da Moose Factory, Ontário, Canadá. Eles se separaram em 1992.

## Publicações selecionadas

### Livros
- Last Standing Woman (1997), romance.
- Todas as nossas relações: lutas nativas pela terra e pela vida (1999), sobre o esforço para recuperar terras tribais para propriedade
- Recovering the Sacred: the Power of Naming and Claiming (2005), um livro sobre crenças e práticas tradicionais.
- A militarização do país indiano (2013)
- O arbusto de açúcar (1999)
- O leitor Winona LaDuke: uma coleção de escritos essenciais (2002)
- Todas as nossas relações: lutas nativas pela terra e pela vida (2016)
- To Be A Water Protector: The Rise of the Wiindigoo Slayers (2020)

### Como co-autora
- Conquista: Violência Sexual e Genocídio dos Índios Americanos
- Bases: um guia de campo para o ativismo feminista
- Nações irmãs: escritoras nativas americanas na comunidade
- Luta pela terra: resistência nativa norte-americana ao genocídio, ecocídio e colonização
- Cortando bem-estar corporativo
- Ojibwe Waasa Inaabidaa: Olhamos em todas as direções
- Novas Perspectivas sobre Justiça Ambiental: Gênero, Sexualidade e Ativismo
- Faça um caminho bonito: a sabedoria das mulheres nativas americanas
- Como Dizer Eu Te Amo em Indiano
- A Terra Encontra o Espírito: Uma Jornada Fotográfica Através da Paisagem Sagrada
- Otter Tail Review: histórias, ensaios e poemas do coração de Minnesota
- Filhas da Mãe Terra: A Sabedoria das Mulheres Nativas Americanas

Seus editoriais e ensaios têm sido publicados na mídia nacional e internacional.

## Filmografia
Aparições na televisão e no cinema:
- Aparição no documentário de 1997 Anthem, dirigido por Shainee Gabel e Kristin Hahn .[27][28]
- Aparição no documentário canadense de 1990 Uranium, dirigido por Magnus Isacsson.[29]
- Aparição no documentário de TV The Main Stream .[30]
- Aparição no The Colbert Report em 12 de junho de 2008.[31]
- Apresentado no documentário completo de 2017, First Daughter and the Black Snake, dirigido por Keri Pickett . Crônicas A oposição de LaDuke contra os planos da Enbridge, de propriedade canadense, de encaminhar um oleoduto através de terras concedidas à sua tribo em um tratado de 1855.[32]

## Legado e honras
- Em 1994, LaDuke foi indicado pela revista Time como um dos cinquenta líderes mais promissores da América com menos de quarenta anos.
- 1996, LaDuke recebeu o Prêmio Thomas Merton
- 1997, LaDuke recebeu o Prêmio de Serviço Comunitário BIHA
- Em 1998, LaDuke ganhou o Prêmio Reebok de Direitos Humanos .
- Em 1998, a Ms. Magazine a nomeou a Mulher do Ano por seu trabalho com Honor the Earth.
- Ann Bancroft Award for Women's Leadership Fellowship.
- Em 2007, LaDuke foi incluída no Hall da Fama das Mulheres Nacionais .[33]
- Em 2015, LaDuke recebeu um doutorado honorário do Augsburg College .[34]
- Em 2017, LaDuke recebeu o Prêmio Alice e Clifford Spendlove em Justiça Social, Diplomacia e Tolerância, na Universidade da Califórnia, Merced .[35]

## Queima de casa e artefatos
Em 9 de novembro de 2008, a casa de LaDuke em Ponsford, Minnesota, pegou fogo enquanto LaDuke estava em Boston. Ninguém ficou ferido, mas todos os seus bens pessoais foram queimados, incluindo sua extensa biblioteca e arte indígena e coleção de artefatos.